# Joachim Bottieau

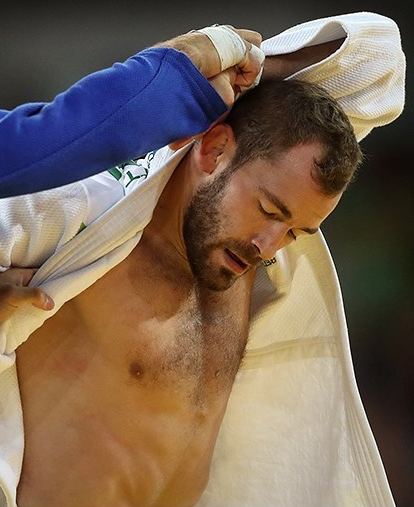
Joachim Bottieau bei den Olympischen Spielen 2016

Joachim Bottieau (* 20. März 1989 in Boussu) ist ein ehemaliger belgischer Judoka. Er gewann zwei Bronzemedaillen bei Europameisterschaften.

## Sportliche Karriere
Der 1,80 m große Joachim Bottieau begann im Leichtgewicht, der Gewichtsklasse bis 73 Kilogramm. 2007 und 2008 gewann er je eine Bronzemedaille bei den Junioreneuropameisterschaften. 2009 erkämpfte er Bronzemedaillen bei der Universiade und bei den U23-Europameisterschaften. 
2010 wechselte er ins Halbmittelgewicht, die Gewichtsklasse bis 81 Kilogramm, nachdem er in dieser Gewichtsklasse bereits 2009 belgischer Meister gewesen war. Im November 2010 gewann er eine Bronzemedaille bei den U23-Europameisterschaften. 2011 siegte Bottieau in São Paulo erstmals bei einem Weltcup-Turnier. Bei den Europameisterschaften 2012 in Tscheljabinsk unterlag er im Viertelfinale dem Russen Siraschudin Magomedow. Mit Siegen über den Schweden Robin Pacek und den Deutschen Alexander Wieczerzak erkämpfte Bottieau eine Bronzemedaille. Bei den Olympischen Spielen 2012 in London schied er im Achtelfinale gegen den Russen Iwan Nifontow aus. Im November 2012 gewann er seinen zweiten belgischen Meistertitel.
2013 bei den Europameisterschaften in Budapest unterlag Bottieau im Halbfinale dem Georgier Awtandil Tschrikischwili, im Kampf um Bronze bezwang er den zweiten Georgier Lewan Ziklauri. Bei den Weltmeisterschaften 2013 in Rio de Janeiro unterlag Bottieau im Viertelfinale Iwan Nifontow und belegte den siebten Platz. 2014 und 2015 scheiterte Bottieau jeweils frühzeitig bei den Europa- und Weltmeisterschaften. In beiden Jahren siegte er bei den belgischen Meisterschaften im Mittelgewicht. 2016 belegte Bottieau bei den Europameisterschaften in Kasan den siebten Platz. Bei den Olympischen Spielen in Rio de Janeiro unterlag er in seinem Auftaktkampf dem Italiener Matteo Marconcini. 2018 gewann er seinen fünften belgischen Meistertitel, nun endgültig in der Gewichtsklasse bis 90 Kilogramm startend. Im Sommer 2019 beendete er nach diversen Verletzungen seine internationale Karriere.